# Paix de Lübeck
Pour les articles homonymes, voir Lübeck.

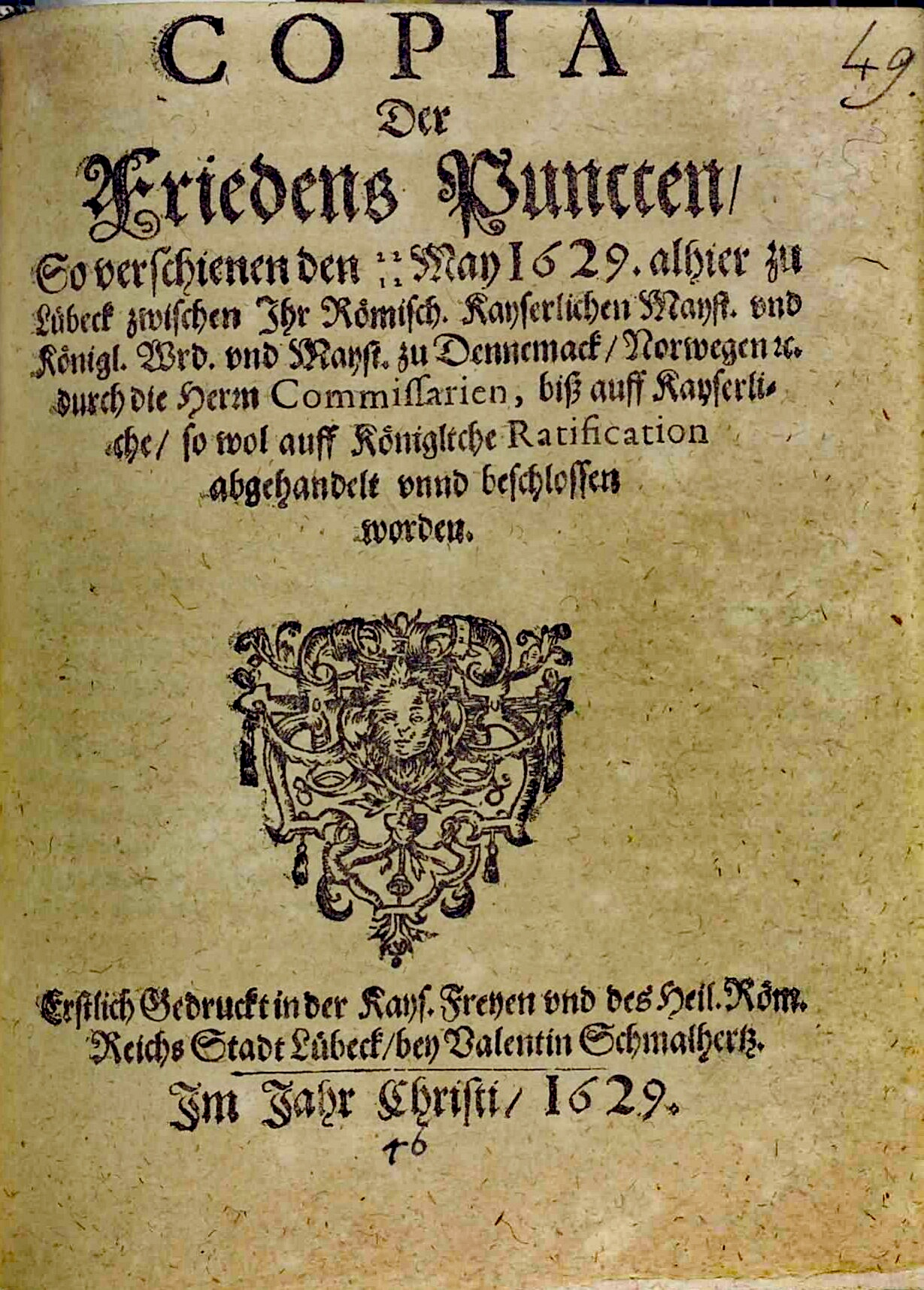
Couverture d'un exemplaire imprimé du traité. La double date (12/22 mai 1629) réfère aux deux calendriers utilisés par les parties signataires : le 12 mai dans le calendrier julien, utilisé par les protestants, et le 22 mai dans le calendrier grégorien, utilisé par les catholiques.

La paix de Lübeck a été signée à Lübeck (nord de l'Allemagne) le 22 mai 1629 par le roi du Danemark Christian IV et l'empereur du Saint-Empire Ferdinand II, après l'invasion du Danemark par les armées catholiques sous le commandement du condottiere Albrecht de Wallenstein. Elle met fin à la participation danoise à la guerre de Trente Ans.

## La participation danoise dans la guerre de Trente Ans
La montée des catholiques dans le nord de l'Allemagne pendant et après 1623 oblige Christian IV, pour des raisons purement politiques, à intervenir directement dans la guerre de Trente Ans. Il reste cependant à l'écart un certain temps, mais les sollicitations pressantes des puissances occidentales, et surtout sa crainte de voir Gustave II Adolphe de Suède le supplanter en tant que leader de la cause protestante l'amènent à entrer dans la guerre contre l'Empire et la Ligue, sans aucune garantie d'aide des autres puissances. Le 9 mai 1625 Christian quitte le Danemark pour le front, avec à sa disposition entre 19 000 et 25 000 hommes, avec lesquels il remporte quelques batailles. Mais le 27 août 1626 il est mis en déroute par le comte de Tilly à Lutter-am-Barenberge. Durant l'été 1627, celui-ci et Wallenstein, détruisant et brûlant tout sur leur passage, occupent les duchés et la péninsule du Jutland. Dans l'urgence, le 1er janvier 1628, Christian forme une alliance avec les Suédois, par laquelle Gustave II Adolphe doit porter secours au Danemark. Peu après une armée et une puissante flotte suédo-danoise contraignent Wallenstein à lever le siège de Stralsund. Ainsi grâce à cette contre-attaque, le Danemark évite l'invasion. Christian peut alors conclure avec l'empereur, en mai 1629, la paix de Lübeck sans aucune diminution de territoire.

## Conditions de paix
Le traité de paix contient cinq conditions :
- le roi du Danemark ne se mêle des affaires de l'Empire que s'il est concerné en tant que duc de Holstein et prince d'Empire. Les querelles futures doivent être réglées par des négociations ou être tranchées avec l'aide d'un juge ;
- les deux parties renoncent à des dommages et intérêts et personne au sein de l'Empire n'est habilité à présenter de telles requêtes. De la même manière, le roi du Danemark n'est pas autorisé à faire part de telles exigences vis-à-vis de qui que ce soit dans l'Empire. Le roi du Danemark reçoit sans avoir à payer de rançon les terres occupées au Danemark et les duchés et principautés du nord de l'Allemagne qui lui appartiennent. Les troupes impériales doivent se retirer immédiatement ;
- les prisonniers des deux camps doivent être libérés immédiatement ;
- les couronnes d'Espagne et de Pologne, la maison d'Autriche dans son ensemble, les princes d'Empire et les autres États de l'Empire, ainsi que les couronnes d'Angleterre, de France, de Suède et les états généraux des Provinces-Unies doivent être parties de ce traité.
- les différentes îles de la mer Baltique et de la mer du Nord doivent être rendues au prince de Holstein-Gottorp et les troupes doivent quitter ces îles.

Ce traité marque le déclin du Danemark, contraint à une neutralité forcée dans une grande partie de l'Europe, en tant que grande puissance européenne.

## Sources
- (de) Cet article est partiellement ou en totalité issu de l’article de Wikipédia en allemand intitulé « Lübecker Frieden » (voir la liste des auteurs).